# アトランティックリーグ
アトランティック・リーグ・オブ・プロフェッショナル・ベースボール（Atlantic League of Professional Baseball）は、アメリカ合衆国の北東部で活動するプロ野球独立リーグ。

## 概要
1998年に設立され、同年からリーグ戦を行なっている。1999年までは6チーム制であったが、2000年からは8チーム制でリーグを開催。北地区、南地区の二つの地区に分かれており、かつては北地区をフリーダム・ディヴィジョン、南地区をリバティ・ディヴィジョンと呼称していた。
独立リーグの中では最も成功し、最もレベルが高いリーグであると評されており、元メジャーリーガーが所属したり、逆にシーズン中にMLB球団とマイナー契約（復帰）を果たす例が多く存在する。またリッキー・ヘンダーソン、ティム・レインズのリーグ所属経験者2名がアメリカ野球殿堂入りを果たしている。
2020年9月23日に「MLBパートナーリーグ」に認定され、今後はMLBの支援・協力の元で運営されることになった。
2022年からは10球団でリーグが開催されている。

### 試合ルールの変更
2019年3月、メジャーリーグベースボールと試合に関するルールの変更をテストするための業務提携契約を結んだ。
同年7月のシーズン後半戦から、「ロボット審判」（コンピューターがストライク、ボールを判定する）や「一塁盗塁」（全てのカウントにおいて振り逃げが可能）などの新ルールを導入。
2021年4月14日、今シーズン開幕から「先発投手の降板時に指名打者制を解除する」、シーズン後半戦から「投手プレートを1フィート（≒30cm）後ろに下げる」ことを提携先のMLBが発表した。
2022年1月13日、投手プレートを通常の距離に戻し、ストライクの自動判定も取りやめると発表した。

## リーグ構成球団
- 2024年シーズン

| 地区   | チーム                                     | 英名                         | 参加年 | 本拠地                               |
| ------ | ------------------------------------------ | ---------------------------- | ------ | ------------------------------------ |
| 北地区 | ヘイガーズタウン・フライングボックスカーズ | Hagerstown Flying Boxcars    | 2024年 | メリーランド州ヘイガーズタウン       |
| 北地区 | ランカスター・ストーマーズ                 | Lancaster Stormers           | 2005年 | ペンシルベニア州ランカスター         |
| 北地区 | ロングアイランド・ダックス                 | Long Island Ducks            | 2000年 | ニューヨーク州セントラルアイスリップ |
| 北地区 | スタテンアイランド・フェリーホークス       | Staten Island FerryHawks     | 2022年 | ニューヨーク州スタテンアイランド     |
| 北地区 | ヨーク・レボリューション                   | York Revolution              | 2007年 | ペンシルベニア州ヨーク               |
| 南地区 | チャールストン・ダーティーバーズ           | Charleston Dirty Birds       | 2021年 | ウェストバージニア州チャールストン   |
| 南地区 | ガストニア・ゴーストペッパーズ             | Gastonia Ghost Peppers       | 2024年 | ノースカロライナ州ガストニア         |
| 南地区 | ハイポイント・ロッカーズ                   | High Point Rockers           | 2019年 | ノースカロライナ州ハイポイント       |
| 南地区 | レキシントン・レジェンズ                   | Lexington Legends            | 2021年 | ケンタッキー州レキシントン           |
| 南地区 | サザンメリーランド・ブルークラブス         | Southern Maryland Blue Crabs | 2008年 | メリーランド州ウォルドーフ           |

| 地区       | チーム                           | 英名                    | 参加年 | 本拠地                     |
| ---------- | -------------------------------- | ----------------------- | ------ | -------------------------- |
| 活動休止中 | スパイアシティ・ゴーストハウンズ | Spire City Ghost Hounds | 2023年 | メリーランド州フレデリック |

## かつて加盟していた球団
| チーム                                 | 英名                         | 参加年 | 脱退年 | 本拠地                                   | 備考                                                       |
| -------------------------------------- | ---------------------------- | ------ | ------ | ---------------------------------------- | ---------------------------------------------------------- |
| ナシュア・プライド                     | Nashua Pride                 | 1998年 | 2005年 | ニューハンプシャー州ナシュア             | →カナディアン・アメリカン・リーグへ移籍                    |
| アトランティックシティ・サーフ         | Atlantic City Surf           | 1998年 | 2006年 | ニュージャージー州アトランティックシティ | →カナディアン・アメリカン・リーグへ移籍                    |
| ニューアーク・ベアーズ                 | Newark Bears                 | 1998年 | 2010年 | ニュージャージー州ニューアーク           | →カナディアン・アメリカン・リーグへ移籍                    |
| ニューバーグ・ブラックダイヤモンズ     | Newburgh Black Diamonds      | 1998年 | 1998年 | ニューヨーク州ニューバーグ               | →リーハイバレー・ブラックダイヤモンズに名称変更            |
| リーハイバレー・ブラックダイヤモンズ   | Lehigh Valley Black Diamonds | 1999年 | 2001年 | ペンシルベニア州クエーカータウン         | →ペンシルベニア・ロード・ウォーリアーズに名称変更          |
| アバディーン・アーセナル               | Aberdeen Arsenal             | 2000年 | 2000年 | メリーランド州アバディーン               |                                                            |
| ペンシルベニア・ロード・ウォーリアーズ | Pennsylvania Road Warriors   | 2002年 | 2004年 | 本拠地無し                               | →ロード・ウォーリアーズに名称変更                          |
| ロード・ウォーリアーズ                 | Road Warriors                | 2006年 | 2011年 | 本拠地無し                               | →2018年、2020年にも活動                                    |
| カムデン・リバーシャークス             | Camden Riversharks           | 2001年 | 2015年 | ニュージャージー州カムデン               |                                                            |
| ブリッジポート・ブルーフィッシュ       | Bridgeport Bluefish          | 1998年 | 2017年 | コネチカット州ブリッジポート             |                                                            |
| ニューブリテン・ビーズ                 | New Britain Bees             | 2016年 | 2019年 | コネチカット州ニューブリテン             |                                                            |
| サマセット・ペイトリオッツ             | Somerset Patriots            | 1998年 | 2020年 | ニュージャージー州ブリッジウォーター     | →マイナーリーグ（ニューヨーク・ヤンキース傘下AA級）へ移籍  |
| シュガーランド・スキーターズ           | Sugar Land Skeeters          | 2012年 | 2020年 | テキサス州シュガーランド                 | →マイナーリーグ（ヒューストン・アストロズ傘下AAA級）へ移籍 |
| ケンタッキー・ワイルドヘルス・ゲノムス | Kentucky Wild Health Genomes | 2022年 | 2022年 | ケンタッキー州レキシントン               |                                                            |
| ガストニア・ハニーハンターズ           | Gastonia Honey Hunters       | 2021年 | 2023年 | ノースカロライナ州ガストニア             |                                                            |

## チャンピオンシリーズ
- 両ディビジョンの優勝チーム同士で、「アトランティックリーグ・チャンピオンシリーズ」（Atlantic League Championship Series）が行なわれる。

| 開催年 | ノース・ディビジョン               | 成績     | サウス・ディビジョン             |
| ------ | ---------------------------------- | -------- | -------------------------------- |
| 1998年 | ブリッジポート・ブルーフィッシュ   | 1-3      | アトランティックシティ・サーフ   |
| 1999年 | ブリッジポート・ブルーフィッシュ   | 3-0      | サマセット・パトリオッツ         |
| 2000年 | ナシュア・プライド                 | 3-0      | サマセット・パトリオッツ         |
| 2001年 | ニューアーク・ベアーズ             | 2-3      | サマセット・パトリオッツ         |
| 2002年 | ブリッジポート・ブルーフィッシュ   | 0-3      | ニューアーク・ベアーズ           |
| 2003年 | ナシュア・プライド                 | 2-3      | サマセット・パトリオッツ         |
| 2004年 | ロングアイランド・ダックス         | 3-0      | カムデン・リバーシャークス       |
| 2005年 | ナシュア・プライド                 | 0-3      | サマセット・パトリオッツ         |
| 2006年 | ブリッジポート・ブルーフィッシュ   | 0-3      | ランカスター・バーンストーマーズ |
| 2007年 | ニューアーク・ベアーズ             | 3-1      | サマセット・パトリオッツ         |
| 開催年 | リバティ・ディビジョン             | 成績     | フリーダム・ディビジョン         |
| 2008年 | カムデン・リバーシャークス         | 1-3      | サマセット・パトリオッツ         |
| 2009年 | サザンメリーランド・ブルークラブス | 1-3      | サマセット・パトリオッツ         |
| 2010年 | ブリッジポート・ブルーフィッシュ   | 0-3      | ヨーク・レボリューション         |
| 2011年 | ロングアイランド・ダックス         | 1-3      | ヨーク・レボリューション         |
| 2012年 | ロングアイランド・ダックス         | 3-2      | ランカスター・バーンストーマーズ |
| 2013年 | ロングアイランド・ダックス         | 3-2      | サマセット・パトリオッツ         |
| 2014年 | シュガーランド・スキーターズ       | 0-3      | ランカスター・バーンストーマーズ |
| 2015年 | サザンメリーランド・ブルークラブス | 1-3      | サマセット・パトリオッツ         |
| 2016年 | ロングアイランド・ダックス         | 0-3      | シュガーランド・スキーターズ     |
| 2017年 | ロングアイランド・ダックス         | 0-3      | ヨーク・レボリューション         |
| 2018年 | ロングアイランド・ダックス         | 2-3      | シュガーランド・スキーターズ     |
| 2019年 | ロングアイランド・ダックス         | 3-2      | シュガーランド・スキーターズ     |
| 2020年 | 開催中止                           | 開催中止 | 開催中止                         |
| 開催年 | ノース・ディビジョン               | 成績     | サウス・ディビジョン             |
| 2021年 | ロングアイランド・ダックス         | 2-3      | レキシントン・レジェンズ         |
| 2022年 | ランカスター・バーンストーマーズ   | 3-0      | ハイポイント・ロッカーズ         |
| 2023年 | ランカスター・バーンストーマーズ   | 3-2      | ガストニア・ハニーハンターズ     |
| 2024年 | ヨーク・レボリューション           | 3-0      | チャールストン・ダーティーバーズ |

## 日本人選手
投手
- 田島俊雄（ニューアーク・ベアーズ、1999年）
- 谷口功一（ニューアーク・ベアーズ、2000年→アトランティックシティ・サーフ、2001年）
- 今関勝（ブリッジポート・ブルーフィッシュ、2001年 - 2003年）
- マック鈴木（サザンメリーランド・ブルークラブス、2009年）
- 大家友和（ブリッジポート・ブルーフィッシュ、2014年）
- 渡辺俊介（ランカスター・バーンストーマーズ、2014年）
- 久保康友（シュガーランド・スキーターズ、2018年）
- 風張蓮（ケンタッキー・ワイルドヘルス・ゲノムス、2022年）

内野手
- 宮川一彦（ニューアーク・ベアーズ、2000年）
- 仁志敏久（ランカスター・バーンストーマーズ、2010年）
- 梶本勇介（ランカスター・バーンストーマーズ、2014年）
- 藤原強史（ニューブリテン・ビーズ、2017年）
- 安田裕希（サザンメリーランド・ブルークラブス、2018年）
- 筒香嘉智（スタテンアイランド・フェリーホークス、2023年）

外野手
- 田中一徳（ヨーク・レボリューション、2007年 - 2008年）
- 吉田大祐（サザンメリーランド・ブルークラブス、2009年 - 2011年）
- 坪井智哉（ランカスター・バーンストーマーズ、2014年）
- 乙坂智（ヨーク・レボリューション、2023年）